# Идельсон, Лев Иосифович
Лев Иосифович Идельсон (1930—2016) — советский и израильский врач-гематолог.

## Биография
Родился 6 марта 1930 года в Баку. После школы закончил медицинский институт. В возрасте 19 лет потерял отца. Работал терапевтом, затем стал гематологом и с годами сделался выдающимся представителем школы А. Н. Крюкова — И. А. Кассирского. Много консультировал пациентов, раз в неделю принимая людей, приезжавших со всей страны на консультацию без всякой предварительной записи. Автор большого количества статей, глав в ставшем классическим медицинском учебнике. Академик РАН Воробьев называл его главой гематологической школы красной крови, которой равных нет.
В 1990 году переехал в Израиль. Читал лекции, стал автором новых публикаций. В 2016 скончался.

## Семья
Оставил вдову и детей. Последние стали биологами.